# AI Factory
『AI Factory』（エーアイ・ファクトリー）は、T-SQUARE47枚目のアルバム。2020年6月10日にリリース。 

## 解説
スクェア47枚目のアルバム。
今回はスクェアにとって古巣の乃木坂のソニー・ミュージックスタジオでレコーディング。タイトルは「近未来の愛（AI）と友情のロボット工場」という意味が込められている。演奏は当時の在籍メンバー4人とサポートの田中晋吾に加えて、前年ツアーから帯同している白井アキトが参加。
当初4月22日発売予定だったが、新型コロナウイルス感染症の影響による諸般の事情で延期。
同年7月15日にバーニー・グランドマンのカッティングによるアナログLPが発売。なおバーニー・グランドマンは本作ではCD盤のマスタリングも手がけている。
CDとは曲順が異なり、「Geisha」「Daylight」2曲がエディット・バージョンに差し替えられた。
前作『HORIZON』のレコーディング直前に脳出血のため緊急入院、休養していた河野啓三が復帰、新曲3曲を書き下ろし演奏にも参加したが、現在の病状では十分な演奏活動が困難であると判断し同年8月27日に退団することを発表。結果的に、2005年から続いていた4人体制および河野が退団前に参加した最後のオリジナルアルバムとなった。
2枚組でDVDが付属。DVDは、「HORIZONからAI Factoryへ ～激動の軌跡～」が収録されている。

## 収録曲
CD盤
1. AI Factory - 坂東慧 作曲
2. Geisha - 河野啓三 作曲
3. Daylight - 安藤正容 作曲
4. Rising Scope - 坂東慧 作曲
5. 88/200 - 安藤正容 作曲
6. 残照 - 坂東慧 作曲
7. Colors Of The Smile - 河野啓三 作曲
8. Darwin - 安藤正容 作曲
9. Over The Border - 河野啓三 作曲

アナログ盤
SIDE A
1. AI Factory - 坂東慧 作曲
2. Geisha (LP Edit) - 河野啓三 作曲
3. Daylight (LP Edit) - 安藤正容 作曲
4. Rising Scope - 坂東慧 作曲
5. 残照 - 坂東慧 作曲

SIDE B
1. 88/200 - 安藤正容 作曲
2. Colors Of The Smile - 河野啓三 作曲
3. Darwin - 安藤正容 作曲
4. Over The Border - 河野啓三 作曲

## ミュージシャン
- T-SQUARE
  - 安藤正容 -   Guitars
  - 伊東たけし - Alto Sax, EWI, Flute
  - 河野啓三 - Keyboards
  - 坂東慧 - Drums
- Special Support
  - 田中晋吾 - Bass
  - 白井アキト - Keyboards